# Ноикатаро
Ноикатаро (итал. Noicattaro) је насеље у Италији у округу Бари, региону Апулија.
Према процени из 2011. у насељу је живело 21988 становника. Насеље се налази на надморској висини од 100 м.

## Географија
| Клима (Ноикатаро)          | Клима (Ноикатаро) | Клима (Ноикатаро) | Клима (Ноикатаро) | Клима (Ноикатаро) | Клима (Ноикатаро) | Клима (Ноикатаро) | Клима (Ноикатаро) | Клима (Ноикатаро) | Клима (Ноикатаро) | Клима (Ноикатаро) | Клима (Ноикатаро) | Клима (Ноикатаро) | Клима (Ноикатаро) |
| Показатељ \ Месец          | .Јан.             | .Феб.             | .Мар.             | .Апр.             | .Мај.             | .Јун.             | .Јул.             | .Авг.             | .Сеп.             | .Окт.             | .Нов.             | .Дец.             | .Год.             |
| -------------------------- | ----------------- | ----------------- | ----------------- | ----------------- | ----------------- | ----------------- | ----------------- | ----------------- | ----------------- | ----------------- | ----------------- | ----------------- | ----------------- |
| Средњи максимум, °C (°F)   | 10,5 (50,9)       | 11,4 (52,5)       | 13,6 (56,5)       | 17,4 (63,3)       | 22,2 (72)         | 26,5 (79,7)       | 29,1 (84,4)       | 29,3 (84,7)       | 25,4 (77,7)       | 20,2 (68,4)       | 15,7 (60,3)       | 12,1 (53,8)       | 29,3 (84,7)       |
| Средњи минимум, °C (°F)    | 4,2 (39,6)        | 4,3 (39,7)        | 6,0 (42,8)        | 8,5 (47,3)        | 12,3 (54,1)       | 16,2 (61,2)       | 18,8 (65,8)       | 19,0 (66,2)       | 16,2 (61,2)       | 12,4 (54,3)       | 8,6 (47,5)        | 5,8 (42,4)        | 4,2 (39,6)        |
| Количина падавина, mm (in) | 61 (24)           | 64 (25,2)         | 58 (22,8)         | 42 (16,5)         | 39 (15,4)         | 30 (11,8)         | 21 (8,3)          | 27 (10,6)         | 47 (18,5)         | 68 (26,8)         | 74 (29,1)         | 66 (26)           | 597 (235)         |
| [ тражи се извор ]         |                   |                   |                   |                   |                   |                   |                   |                   |                   |                   |                   |                   |                   |

## Становништво
| 1931. | 1936.  | 1951.  | 1961.  | 1971.  | 1981.  | 1991.  | 2001.  | 2011.  |
| ----- | ------ | ------ | ------ | ------ | ------ | ------ | ------ | ------ |
| 9.741 | 10.172 | 11.638 | 12.822 | 14.675 | 16.510 | 20.937 | 23.686 | 25.710 |